# Порье, Дастин
Да́стин Гленн Порье́ (англ. Dustin Glenn Poirier; род. 19 января 1989, Лафейетт) — американский боец смешанного стиля, представитель лёгкой весовой категории. Выступал на профессиональном уровне начиная с 2009 по 2025 год, известен по участию в турнирах таких бойцовских организаций как UFC и WEC. Бывший временный чемпион UFC в лёгком весе.

## Титулы и достижения
- Ultimate Fighting Championship
  - Бывший временный чемпион UFC (один раз).
  - Обладатель премии «Бой вечера» (десять раз) против Чон Чхан Сона, Акиры Корассани, Джима Миллера, Энтони Петтиса, Джастина Гейджи, Макса Холлоуэя, Дэна Хукера, Майкла Чендлера, Бенуа Сен-Дени и Ислама Махачева
  - Обладатель премии «Выступление вечера» (четыре раза) против Карлуса Диегу Феррейры, Янси Медейроса, Эдди Альвареса и Конора МакГрегора
  - Делит первое место по количеству побед нокаутом в истории лёгкого дивизиона UFC (восемь) вместе с Дрю Добером[3].

## Биография
Дастин Порье родился 19 января 1989 года в городе Лафейетт штата Луизиана. Имеет французские корни, является представителем луизианской субэтнической группы каджунов.
Его детство и подростковые годы были непростыми. Порье начал заниматься борьбой в юном возрасте, но его юношеские годы были омрачены уличными драками и проблемами с законом. В подростковом возрасте он часто участвовал в уличных драках, что неоднократно приводило его к конфликтам с полицией.
Порье бросил школу в девятом классе и вскоре оказался в тюрьме за участие в драках и другие правонарушения. Этот опыт стал поворотным моментом в его жизни, заставив его пересмотреть свои приоритеты и найти конструктивный выход для своей агрессии и энергии.
После выхода из тюрьмы Порье решил сосредоточиться на карьере бойца смешанных боевых искусств. Он начал тренироваться и выступать в региональных промоушенах, что в конечном итоге привело к его профессиональному дебюту в ММА в 2009 году.
Изначально тренировался в зале Gladiators Academy, затем перешёл в American Top Team. Проходил подготовку под руководством таких известных бойцов как Ивес Эдвардс и Тим Кредёр. Освоил бразильское джиу-джитсу, удостоившись в этой дисциплине чёрного пояса.

### Начало профессиональной карьеры
Дебютировал в смешанных единоборствах на профессиональном уровне в мае 2009 года, отправив своего соперника в нокаут в первом же раунде. Дрался в небольших американских промоушенах преимущественно в Луизиане и других южных штатах — из всех поединков неизменно выходил победителем, причём всегда заканчивал бои досрочно.

### World Extreme Cagefighting
Имея в послужном списке семь побед и ни одного поражения, в 2010 году Порье привлёк к себе внимание достаточно крупной организации World Extreme Cagefighting и подписал с ней контракт. Тем не менее, в дебютном поединке единогласным решением судей уступил Дэнни Кастильо, потерпев тем самым первое в профессиональной карьере поражение. Спустя несколько месяцев реабилитировался перед болельщиками, за 53 секунды техническим нокаутом выиграл у Зака Миклрайта.
В октябре 2010 года промоушн WEC был поглощён более крупной организацией Ultimate Fighting Championship, и все бойцы автоматически перешли оттуда к новому владельцу, в том числе и Порье. В новой организации он решил спуститься из лёгкого веса в полулёгкий.

### Ultimate Fighting Championship
Первый бой в октагоне UFC провёл в январе 2011 года, выиграв по очкам у Джоша Гриспи. Далее должен был встретиться с бразильцем Рани Яхья, но тот травмировался и был заменён таким же новичком организации Джейсоном Янгом — в итоге противостояние между ними продолжалось всё отведённое время, Порье выиграл единогласным судейским решением. Позже одержал победу сдачей над Пабло Гарса.
В 2012 году встретился с Максом Холлоуэйем, будущим чемпионом организации, и уже в первом раунде заставил его сдаться с помощью рычага локтя, заработав тем самым бонус за лучший приём вечера. Затем провёл достаточно драматичный поединок с «Корейским зомби» Чон Чхан Соном, впервые выйдя в основном карде турнира на пятираундовый бой. Порье проиграл этот поединок технической сдачей в четвёртом раунде — их встреча была признана лучшим боем вечера, а некоторые издания назвали это противостояние лучшим боем года. После этого поражения Порье ушёл из своего зала Gladiators Academy и присоединился к American Top Team.
Порье продолжил участвовать в турнирах UFC, взял верх над такими бойцами как Джонатан Брукинс, Эрик Кох, Диегу Брандан и Акира Корассани, но проиграл Кабу Свонсону и будущему чемпиону Конору Макгрегору.
В 2015 году вернулся обратно в лёгкую весовую категорию, и это принесло свои плоды — последовали победы над Карлусом Диегу Феррейрой, Янси Медейросом, Джозефом Даффи и Кинг Грином. Дважды получил награды за лучшее выступление вечера. Его победная серия прервалась лишь в сентябре 2016 года в первом же раунде встречи с Майклом Джонсоном.
В 2017 году провёл три боя в UFC. Выиграл у Джима Миллера и Энтони Петтиса, получив в обоих случаях бонус за лучший бой вечера. Однако его встреча с Эдди Альваресом закончилась не очень удачно — во втором раунде рефери Хёрб Дин остановил бой после того как Альварес нанёс два удара коленом по находившемуся в лежачем положении Порье. По мнению судьи, Альварес нанёс запрещённые удары непреднамеренно, поэтому бой был признан несостоявшимся.
Подписав новый контракт с организацией, в апреле 2018 года Порье вышел в клетку против Джастина Гейджи, бывшего многолетнего чемпиона WSOF. Выиграл у своего соперника техническим нокаутом в начале четвёртого раунда и в очередной раз удостоился награды за лучший бой вечера.
В апреле 2019 года единогласным решением судей победил перешедшего в лёгкий вес Макса Холлоуэя и тем самым завоевал титул временного чемпиона UFC.
7 сентября 2019 года в Абу-Даби состоялся бой за звание чемпиона мира против Хабиба Нурмагомедова. В третьем раунде Нурмагомедов провёл удушающий приём сзади, в результате которого Дастин Порье проиграл данный бой.
27 июня 2020 года Дастин Порье встретился с Дэном Хукером в главном бою вечера бойцовского шоу UFC Vegas 4. Поединок продлился все пять раундов, по итогам которых судьи отдали единогласную победу Порье. По итогам поединка оба бойца получили премию за лучший бой вечера.
23 января 2021 года в главном бою UFC 257 в Абу-Даби встретился с Конором Макгрегором, над которым одержал победу техническим нокаутом во втором раунде. Дастин выходил на бой в статусе аутсайдера, но он стал первым бойцом, который смог нокаутировать Макгрегора.
11 июля 2021 года в главном бою UFC 264 в Лас-Вегасе, Дастин Порье провел третий бой с Конором Макгрегором, где вновь одержал победу техническим нокаутом в результате остановки доктором. Во время поединка, во втором раунде Конор Макгрегор получил травму, перелом голени, после чего бой был остановлен и Конору было засчитано техническое поражение.

## Статистика в профессиональном ММА
| Боёв 41         | Побед 30 | Поражений 10 |
| --------------- | -------- | ------------ |
| Нокаутом        | 16       | 3            |
| Сдачей          | 8        | 4            |
| Решением        | 6        | 3            |
| Не состоявшихся | 1        | 1            |

| Результат    | Рекорд    | Соперник              | Способ                              | Турнир                                                   | Дата             | Раунд | Время | Место                       | Примечание                                                                         |
| ------------ | --------- | --------------------- | ----------------------------------- | -------------------------------------------------------- | ---------------- | ----- | ----- | --------------------------- | ---------------------------------------------------------------------------------- |
| Поражение    | 30-10 (1) | Макс Холлоуэй         | Единогласное решение                | UFC 318                                                  | 20 июля 2025     | 5     | 5:00  | Новый Орлеан, Луизиана, США | Бой за титул чемпиона «BMF». После боя завершил карьеру                            |
| Поражение    | 30-9 (1)  | Ислам Махачев         | Сдача (д'Арс)                       | UFC 302                                                  | 1 июня 2024      | 5     | 2:42  | Ньюарк, Нью-Джерси, США     | Бой за титул чемпиона UFC в лёгком весе. «Лучший бой вечера» (10)                  |
| Победа       | 30-8 (1)  | Бенуа Сен-Дени        | KO (удар)                           | UFC 299                                                  | 9 марта 2024     | 2     | 2:32  | Майами, Флорида, США        | «Лучший бой вечера» (9)                                                            |
| Поражение    | 29-8 (1)  | Джастин Гейджи        | KO (хай-кик)                        | UFC 291                                                  | 29 июля 2023     | 2     | 1:00  | Солт-Лейк-Сити, Юта, США    | Бой за вакантный титул BMF.                                                        |
| Победа       | 29-7 (1)  | Майкл Чендлер         | Сдача (удушение сзади)              | UFC 281                                                  | 12 ноября 2022   | 3     | 2:00  | Нью-Йорк, США               | «Лучший бой вечера» (8)                                                            |
| Поражение    | 28-7 (1)  | Чарльз Оливейра       | Сдача (удушение сзади)              | UFC 269                                                  | 11 декабря 2021  | 3     | 1:02  | Лас-Вегас, Невада, США      | Бой за титул чемпиона UFC в лёгком весе.                                           |
| Победа       | 28-6 (1)  | Конор Макгрегор       | ТКО (остановка врачом)              | UFC 264                                                  | 11 июля 2021     | 1     | 5:00  | Лас-Вегас, Невада, США      |                                                                                    |
| Победа       | 27-6 (1)  | Конор Макгрегор       | КО (удары)                          | UFC 257                                                  | 23 января 2021   | 2     | 2:32  | Абу-Даби, ОАЭ               | «Выступление вечера» (4)                                                           |
| Победа       | 26-6 (1)  | Дэн Хукер             | Единогласное решение                | UFC on ESPN 12                                           | 27 июня 2020     | 5     | 5:00  | Лас-Вегас, США              | «Лучший бой вечера» (7)                                                            |
| Поражение    | 25-6 (1)  | Хабиб Нурмагомедов    | Сдача (удушение сзади)              | UFC 242                                                  | 7 сентября 2019  | 3     | 2:06  | Абу-Даби, ОАЭ               | Бой за титул чемпиона UFC в лёгком весе.                                           |
| Победа       | 25-5 (1)  | Макс Холлоуэй         | Единогласное решение                | UFC 236                                                  | 13 апреля 2019   | 5     | 5:00  | Атланта, США                | Выиграл титул временного чемпиона UFC в лёгком весе. «Лучший бой вечера» (6)       |
| Победа       | 24-5 (1)  | Эдди Альварес         | TKO (удары)                         | UFC on Fox: Alvarez vs. Poirier 2                        | 28 июля 2018     | 2     | 4:05  | Калгари, Канада             | «Выступление вечера» (3)                                                           |
| Победа       | 23-5 (1)  | Джастин Гейджи        | TKO (удары руками)                  | UFC on Fox: Poirier vs. Gaethje                          | 14 апреля 2018   | 4     | 0:33  | Глендейл, США               | «Лучший бой вечера» (5)                                                            |
| Победа       | 22-5 (1)  | Энтони Петтис         | TKO (травма ребра)                  | UFC Fight Night: Poirier vs. Pettis                      | 11 ноября 2017   | 3     | 2:08  | Норфолк, США                | «Лучший бой вечера» (4)                                                            |
| Не состоялся | 21-5 (1)  | Эдди Альварес         | NC (запрещённые удары)              | UFC 211                                                  | 13 мая 2017      | 2     | 4:12  | Даллас, США                 | Альварес наносил лежащему Порье запрещённые удары коленями в голову.               |
| Победа       | 21-5      | Джим Миллер           | Решение большинства                 | UFC 208                                                  | 11 февраля 2017  | 3     | 5:00  | Бруклин, США                | «Лучший бой вечера» (3)                                                            |
| Поражение    | 20-5      | Майкл Джонсон         | KO (удары руками)                   | UFC Fight Night: Poirier vs. Johnson                     | 17 сентября 2016 | 1     | 1:35  | Идальго, США                |                                                                                    |
| Победа       | 20-4      | Кинг Грин             | KO (удары руками)                   | UFC 199                                                  | 4 июня 2016      | 1     | 2:52  | Инглвуд, США                |                                                                                    |
| Победа       | 19-4      | Джозеф Даффи          | Единогласное решение                | UFC 195                                                  | 2 января 2016    | 3     | 5:00  | Лас-Вегас, США              |                                                                                    |
| Победа       | 18-4      | Янси Медейрос         | TKO (удары)                         | UFC Fight Night: Boetsch vs. Henderson                   | 6 июня 2015      | 1     | 2:38  | Новый Орлеан, США           | Бой в промежуточном весе 72,2 кг; Медейрос не сделал вес. «Выступление вечера» (2) |
| Победа       | 17-4      | Карлус Диегу Феррейра | KO (удары руками)                   | UFC Fight Night: Mendes vs. Lamas                        | 4 апреля 2015    | 1     | 3:45  | Фэрфакс, США                | Вернулся в лёгкий вес. «Выступление вечера» (1)                                    |
| Поражение    | 16-4      | Конор Макгрегор       | TKO (удары руками)                  | UFC 178                                                  | 27 сентября 2014 | 1     | 1:46  | Лас-Вегас, США              |                                                                                    |
| Победа       | 16-3      | Акира Корассани       | TKO (удары руками)                  | The Ultimate Fighter Nations Finale: Bisping vs. Kennedy | 16 апреля 2014   | 2     | 0:42  | Квебек, Канада              | «Лучший бой вечера» (2)                                                            |
| Победа       | 15-3      | Диегу Брандан         | KO (удары руками)                   | UFC 168                                                  | 28 декабря 2013  | 1     | 4:54  | Лас-Вегас, США              | Бой в промежуточном весе 68,5 кг; Брандан не сделал вес.                           |
| Победа       | 14-3      | Эрик Кох              | Единогласное решение                | UFC 164                                                  | 31 августа 2013  | 3     | 5:00  | Милуоки, США                |                                                                                    |
| Поражение    | 13-3      | Каб Свонсон           | Единогласное решение                | UFC on Fuel TV: Barao vs. McDonald                       | 16 февраля 2013  | 3     | 5:00  | Лондон, Англия              |                                                                                    |
| Победа       | 13-2      | Джонатан Брукинс      | Сдача (удушение д’Арсе)             | The Ultimate Fighter: Team Carwin vs. Team Nelson Finale | 15 декабря 2012  | 1     | 4:15  | Лас-Вегас, США              |                                                                                    |
| Поражение    | 12-2      | Чон Чхан Сон          | Техническая сдача (удушение д’Арсе) | UFC on Fuel TV: Korean Zombie vs. Poirier                | 15 мая 2012      | 4     | 1:07  | Фэрфакс, США                | «Лучший бой вечера» (1)                                                            |
| Победа       | 12-1      | Макс Холлоуэй         | Сдача (рычаг локтя)                 | UFC 143                                                  | 4 февраля 2012   | 1     | 3:23  | Лас-Вегас, США              | «Приём вечера» (1)                                                                 |
| Победа       | 11-1      | Пабло Гарса           | Сдача (удушение д’Арсе)             | UFC on Fox: Velasquez vs. dos Santos                     | 12 ноября 2011   | 2     | 1:32  | Анахайм, США                |                                                                                    |
| Победа       | 10-1      | Джейсон Янг           | Единогласное решение                | UFC 131                                                  | 11 июня 2011     | 3     | 5:00  | Ванкувер, Канада            |                                                                                    |
| Победа       | 9-1       | Джош Гриспи           | Единогласное решение                | UFC 125                                                  | 1 января 2011    | 3     | 5:00  | Лас-Вегас, США              | Дебют в полулёгком весе.                                                           |
| Победа       | 8-1       | Зак Миклрайт          | TKO (удары руками)                  | WEC 52                                                   | 11 ноября 2010   | 1     | 0:53  | Лас-Вегас, США              |                                                                                    |
| Поражение    | 7-1       | Дэнни Кастильо        | Единогласное решение                | WEC 50                                                   | 18 августа 2010  | 3     | 5:00  | Лас-Вегас, США              |                                                                                    |
| Победа       | 7-0       | Дерек Готье           | KO (удар рукой)                     | Ringside MMA                                             | 18 июня 2010     | 1     | 0:57  | Монреаль, Канада            |                                                                                    |
| Победа       | 6-0       | Дерек Крантц          | Сдача (рычаг локтя)                 | USA MMA — Night of Champions 2                           | 6 марта 2010     | 2     | 3:35  | Лафейетт, США               |                                                                                    |
| Победа       | 5-0       | Ронни Лис             | Техническая сдача (рычаг локтя)     | USA MMA — Border War 2                                   | 13 ноября 2009   | 1     | 0:51  | Лейк-Чарльз, США            |                                                                                    |
| Победа       | 4-0       | Дэниел Уоттс          | KO (удары руками)                   | Bang FC                                                  | 31 октября 2009  | 1     | 1:26  | Гринвилл, США               |                                                                                    |
| Победа       | 3-0       | Джо Торрес            | TKO (удары руками)                  | USA MMA 8 — Natural Disaster 3                           | 1 августа 2009   | 1     | 2:37  | Нью-Иберия, США             |                                                                                    |
| Победа       | 2-0       | Нейт Джолли           | Сдача (рычаг локтя)                 | Cajun FC                                                 | 26 июня 2009     | 2     | 3:54  | Нью-Иберия, США             |                                                                                    |
| Победа       | 1-0       | Аарон Суарес          | KO (удары руками)                   | USA MMA 7 — River City Rampage                           | 16 мая 2009      | 1     | 1:19  | Шривпорт, США               |                                                                                    |